# La Papallona
La papallona és una novel·la de l'escriptor Narcís Oller, escrita el 1882.
En la novel·la, s'hi plasmen els anys previs a la revolució de 1868 a Barcelona. L'obra inaugura el corrent naturalista en la literatura catalana, tot analitzant el procés d'enamorament de la seva protagonista, Toneta, una modista de caràcter angelical, amb el Lluís, un estudiant de dret del Ripollès, i contraposant el seu amor amb el del matrimoni Castellfort.
Els ambients en què es desenvolupa la història cobreixen un ampli ventall social de l'època: el barri històric i la Boqueria, la Barcelona industrial, burgesa i culta, i la novel·la també mostra la precarietat en què vivia la classe obrera d'aquell temps.